# Nana Visitor
Nana Visitor (geboren als Nana Tucker) (New York, 26 juli 1957) is een Amerikaans actrice.
Ze is het meest bekend van haar rol als Kira Nerys uit de sciencefictionserie Star Trek: Deep Space Nine. Ze was van 1997 tot 2001 getrouwd met Alexander Siddig die in dezelfde serie dr. Julian Bashir speelde. Ze hebben samen een zoon.
Visitor speelde de rol van adoptieagent in de film Ted 2 uit 2015.